# Ла Ђоија (Алесандрија)
Ла Ђоија је насеље у Италији у округу Алесандрија, региону Пијемонт.
Према процени из 2011. у насељу је живело 41 становника. Насеље се налази на надморској висини од 1087 м.